# Pycnocycla nodiflora
Pycnocycla nodiflora är en flockblommig växtart som beskrevs av Joseph Decaisne och Pierre Edmond Boissier. Pycnocycla nodiflora ingår i släktet Pycnocycla och familjen flockblommiga växter. Inga underarter finns listade i Catalogue of Life.